# Bollebieste
Bollebieste is een buurt in de Overijsselse plaats Zwolle. De buurt maakt deel uit van de wijk de Diezerpoort.

## Achtergronden
De buurt Bollebieste ontstond in de jaren 30 in het gebied met de toenmalige naam Westerenk als een tuindorp, omdat Zwolle behoefte had aan stadsuitbreiding. De Algemeene Zwolsche Coöperatieve Woningbouwvereniging bouwde er aan de Kastanjelaan in de jaren 1933-1934 complexen van aaneengesloten bouwblokken in de trant van de Amsterdamse School.
De buurt dankt haar naam aan de 'bolle' (stier) 'biesten' (beesten), de stierenmarkt die er vroeger op de weilanden werd gehouden. De buurt kent een buurtvereniging, De Bollebieste, die op 13 augustus 1937 door de eerste bewoners van de toen nieuwe wijk werd opgericht. In haar logo is nog steeds de 'bolle' (stier) opgenomen.
De meeste straatnamen in de buurt dragen bomennamen (Beukenstraat, Populierenstraat, Wilgenstraat, Iepenstraat, Elzenstraat, Esdoornstraat en Kastanjestraat). De buurt staat derhalve in de volksmond ook bekend als de 'bomenbuurt' van Zwolle.

## Bombardement
In de Tweede Wereldoorlog werd op 15 december 1944 het zuidelijke deel van de buurt getroffen door bombardementen. Aan de Beukenstraat werden de huizen vernield, en er vielen 5 doden. Nog in 1944 en in 1945 werden door de dienst Openbare Werken reeds plannen gemaakt voor sanering van de buurt. Er werden enkele scholen gebouwd en in 1952-1953 werd het GAK-kantoor en in 1974 het Belastingkantoor op de kaalgeslagen plek gerealiseerd, alsook de Baptistenkerk. De vooroorlogse structuur van het gebied werd door de sanering tenietgedaan, en het oude deel van Bollebieste kwam los te staan van de rest van het oude Dieze.
Wijken: Aa-landen · Assendorp · Berkum · Binnenstad · Diezerpoort · Hanzeland · Holtenbroek · Ittersum · Kamperpoort-Veerallee · Marsweteringlanden · Poort van Zwolle · Schelle · Soestweteringlanden · Stadshagen · Vechtlanden · Westenholte · Wipstrik

Buurten: Aalanden-Midden · -Noord · -Oost · -Zuid · Bagijneweide · Berkum · Binnenstad-Noord · -Zuid · Bollebieste · Breecamp · Breezicht · Brinkhoek · De Tippe · Dieze-Centrum · Frankhuis · Gerenbroek · Gerenlanden · Geren · Haerst · Hanzeland · Harculo en Hoog-Zuthem · Herfte · Het Noorden · Hogenkamp · Holtenbroek I · II · III · IV · Indische Buurt · Ittersumerbroek · Ittersumerlanden · Kamperpoort  · Katerveer-Engelse Werk · Langenholte · Mastenbroek · Meppelerstraatweg-Zuid · Milligen · Nieuw-Assendorp · Noordereiland · Oldenelerbroek · Oldenelerlanden-Oost · -West · Oud-Assendorp · Oud-Westenholte · Oud Ittersum · Oud Schelle · Pierik · Schelle-Zuid en Oldeneel · Schellerbroek · Schellerhoek · Schellerlanden · Schildersbuurt · Schoonhorst · Spoolde · Stadsbroek · Stationsbuurt · Tolhuislanden · Veerallee · Veldhoek · Vreugderijk · Werkeren · Westenholte-Stins · Wezenlanden · Wijthmen · Windesheim · Wipstrik-Noord · -Zuid · Zwolle-Zuid

Bedrijventerreinen: Floresstraat · Hanzeland · Hessenpoort · Marslanden (-Noord · -Zuid) · Oosterenk · Voorst (Voorst-A · Voorst-B · Voorst-C) · Voorsterpoort · De Vrolijkheid